# 巷のウワサ大検証!それって実際どうなの会
『巷のウワサ大検証! それって実際どうなの会』（ちまたのウワサだいけんしょう! それってじっさいどうなのかい）は、2024年10月9日からTBSテレビでレギュラー放送されているバラエティ番組。

## 概要
2024年6月3日以降、本番組がTBS系列にて単発特別番組で放送された。また、同年6月26日と7月31日は『世界くらべてみたら』との合同特別番組として放送された。それ以降も不定期で計4回放送されている。
この番組は2024年3月まで同じ極東電視台による制作で中京テレビを始めとする日本テレビ系列にて放送されていたバラエティ番組『それって!?実際どうなの課』と内容及び出演者が類似していたため、物議を醸した。
番組終了から2カ月後に類似番組が他局において放送された理由について、ピンズバNEWS（双葉社）は本番組の立ち上げに携わった企画兼プロデューサーが番組終了が決定した直後にTBSから打診されていた番組の継続を引き受け、中京テレビを退社したためと報じている。なお、スタジオ出演者は生瀬と大島が引き続き出演し、検証企画もほぼ同じ内容で放送されていた。
特別番組での好評を受け、2024年10月9日から生瀬と大島が続投し、タイトルを変えずに水曜20時台でレギュラー化されることが9月5日に発表された。『それって!?実際どうなの課』が終了して半年後、TBS制作に移籍してだが、事実上のゴールデンタイム進出となった。
この事について、中京テレビのキー局である日本テレビは2024年7月の定例会見で「（『それって!?実際どうなの課』は）中京テレビが制作していた番組なので、お答えすることを控えさせていただきたい」とコメントしている。TBSテレビは同年9月の10月期改編説明会において、「中京テレビとはコミュニケーションを取らせていただいたものの、詳細についてはお答えを差し控えるということになっているので」としつつも、「シンプルに魅力あるコンテンツを編成し、放送するのが我々の責務なので、それを追求したということに尽きると思う」と述べている。
法律的な問題については「番組制作を外部の制作会社に委託していた場合、番組の著作権は制作会社が保有する」ため、番組フォーマットをそのまま他局に移籍させる点については問題ないというのが専門家の見解である。
2025年7月21日は夏の新ドラマ出演者が集結し、釣りバトルを開催する(フレンドパーク・オトラクション・オオカミ少年・バナナサンドに次ぐ対抗戦となっている)。

## 出演者
出典：
- MC（会長）
  - 生瀬勝久
- レギュラー
  - 大島美幸（森三中）
  - 満島真之介

## 放送リスト

### パイロット版
| 回 | 放送日   | VTR出演者                                         | 放送内容 | ゲスト                         | 備考          |
| -- | -------- | ------------------------------------------------- | --- | ------------------------------ | ------------- |
| 1  | 06月03日 | - チャンカワイ - ザ・たっち - 餅田コシヒカリ      | - 食前に高カカオチョコレートを食べると太らないというウワサは本当!? - 人類永遠のテーマ!双子で検証 米とパンどっちが太るのか? - ブルブルマシンに乗るだけで体形はどう変わるのか? | かなで（3時のヒロイン） 福原遥 | 20:55 - 22:57 |
| 2  | 06月26日 | - 緑川静香 - アンジェラ佐藤&豊ノ島大樹 - 生瀬勝久 | - スマホで家の不用品全部売る 家に眠るモノが驚きの値段に!? - 大食いタレント&食べて太る人 24時間体重計に乗って検証!? - 趣味でお金は稼げるのか!?一攫千金!!幻の深海魚を釣る      | 白石麻衣                       | 20:30 - 21:58 |
| 3  | 07月08日 | - 狩野英孝&大島てる - JP - 春日俊彰               | - からあげは超儲かる!?赤字の団子屋で大検証!! - 駐車困惑!ワケあり駐車場 - 変わった家を徹底調査! - 人間の能力の限界を検証!                                                     | 木村沙織                       | 20:00 - 22:00 |
| 4  | 07月31日 | - チャンカワイ - 大島美幸 - コウキシン - MIOYAE   | - パスタは太らないという噂 3日間食べ続けて徹底調査!! - 億ションの住人を徹底調査!! - 警察犬は本当に足跡のニオイだけでドラマのように見つけられる!?                             | 恒松祐里                       | 20:50 - 21:58 |
| 5  | 09月11日 | - ザ・たっち - 狩野英孝&大島てる                  | - 塩を減らすと体重に差が出る?3日間双子で普通or減塩で検証 - 坂に建つワケあり5LDK この物件に潜む瑕疵は?                                                                        | 大友花恋                       | 20:30 - 21:58 |
| 6  | 09月25日 | - 餅田コシヒカリ - JP - 春日俊彰                  | - 肩甲骨を回し続けたら痩せる!?ウエスト体重はどう変わるのか? - 変わった家を徹底調査! - 人間の能力の限界を検証! - これから名を馳せる天才を探せ!                                | 阿部なつき                     | 20:50 - 22:57 |

### レギュラー版

#### 2024年
| 回 | 放送日   | VTR出演者                                              | 放送内容 | ゲスト   | 備考                     |
| -- | -------- | ------------------------------------------------------ | --- | -------- | ------------------------ |
| 1  | 10月09日 | - チャンカワイ                                         | - ラーメンをチャーシューから食べると太らない!? - ソフトクリームは超儲かる!?                                       | 福原遥   | 90分SP（20:30 - 21:58）  |
| 2  | 10月16日 | - ザ・たっち - 生瀬勝久 - 満島真之介 - 堀田茜          | - そばvsうどん 太るのはどっち!? - 趣味の釣りでお金は稼げるのか!?                                                  | 土屋太鳳 | 90分SP（20:30 - 21:58）  |
| 3  | 10月23日 | - 緑川静香 - 狩野英孝&大島てる - 富栄ドラム - 大島美幸 | - スマホで家の不用品全部売る - 駐車困難!ワケあり駐車場 - タダのモノでいくら稼げる? - 億ションの住人を徹底調査!    | 三吉彩花 | 2時間SP（19:00 - 20:54） |
| 4  | 11月20日 | - ザ・たっち - 狩野英孝&大島てる - 餅田コシヒカリ      | - 食事にちょい足しすると太らない - 駐車困難!ワケあり駐車場 - 股関節を柔らかくするだけで痩せるという噂を徹底検証!! | 木村沙織 | 2時間SP（19:00 - 20:54） |
| 5  | 11月27日 | - チャンカワイ - 緑川静香                              | - 鮭はいくら食べても太らない!? - スマホで家の不用品全部売る                                                       | 岡田結実 | 90分SP（19:00 - 20:30）  |

#### 2025年
| 回 | 放送日   | VTR出演者                                                             | 放送内容 | ゲスト                   | 備考                             |
| -- | -------- | --------------------------------------------------------------------- | --- | ------------------------ | -------------------------------- |
| 6  | 01月08日 | - ザ・たっち - 生瀬勝久 - 木村拓哉                                    | - 関東風 関西風 どっちが太りにくい!? - 趣味の釣りでお金は稼げるのか!?                                           | 安斉星来                 | 90分SP（20:30 - 21:58）          |
| 7  | 01月15日 | - チャンカワイ                                                        | - 牛肉はいくら食べても太らないのか? - 中華まんは儲かるのか?                                                     | 後藤真希                 | 70分SP（20:50 - 21:58）          |
| 8  | 01月22日 | - 大島美幸 - 春日俊彰                                                 | - おでんはとんでもなく儲かる!? - タワマン最上階の住人を調査! - 平成vs令和の裏ワザ どっちが効果的か検証!!        | 前田敦子                 | 105分SP（19:00 - 20:45）         |
| 9  | 02月05日 | - 緑川静香 - 餅田コシヒカリ                                           | - 家の不用品を全部売ったら実際いくらになるのか!? - 遊園地で絶叫し続けると痩せる? - フェイク!?本物!? 実際に検証! | 本田望結                 | 90分SP（20:30 - 21:58）          |
| 10 | 02月12日 | - ザ・たっち - 狩野英孝&大島てる - 目黒蓮&佐野勇斗                    | - キムチをプラスすると痩せる!? - ワケあり物件を徹底検証!! - 1兆ドルの価値を大検証!                              | 富田望生                 | 2時間SP（20:54 - 22:57）         |
| 11 | 02月26日 | - チャンカワイ - アキラ100% - 国本梨紗                                | - とろろをかければ太らない? - 雪かきの現場で体重変化を検証!! - フェイク!?本物!? 撮影現場で検証!                 | 宮内ひとみ               | 90分SP（20:30 - 21:58）          |
| 12 | 03月26日 | - アンジェラ佐藤 - おごせ綾 - 緑川静香                                | - 大食いタレントは太らない!? - スマホで家の不用品全部売る                                                       | 島袋寛子                 | 90分SP（19:00 - 20:30）          |
| 12 | 04月02日 | - ザ・たっち - 真壁刀義 りんごちゃん 大島てる - 大島美幸              | - 鶏むね肉vs鶏もも肉 どっちが痩せる? - 1日1kg以上3日連続で太れない!? - 家賃100万以上の住人を徹底検証!           | 山本美月                 | 2時間SP（20:54 - 22:57）         |
| 13 | 04月16日 | - チャンカワイ - マクダウル凜奈 - アキラ100%                          | - 食前にコーヒーを飲むと太らない!? - 新生活必見!部屋の物をタダで揃える - キツイ仕事「荷揚げ」1現場で8000円!!    | 真飛聖 ゆうちゃみ        | 2時間SP（19:00 - 20:54）         |
| 14 | 04月30日 | - 狩野英孝&大島てる - 緑川静香                                        | - 駐車困難!ワケあり駐車場 - スマホで家の不用品全部売る                                                          | 相武紗季                 | 70分SP（20:50 - 21:58）          |
| 15 | 05月21日 | - ザ・たっち - チャンカワイ - 狩野英孝&大島てる - 槙野智章&村上佳菜子 | - 牛肉vs豚肉 どっちが太らない? - 食前にきゅうりを食べると太らない!? - 駐車困難!ワケあり駐車場                   | 出口夏希                 | 2時間SP（19:00 - 20:54）         |
| 16 | 06月18日 | - ザ・たっち - マナカナ - 富栄ドラム                                  | - 米vs麺 どっちが太らない? - おにぎり専門店は超儲かる!? - 歴史的なお宝が埋まってる!?                            | 磯山さやか ゆうちゃみ    | 2時間SP（19:00 - 20:54）         |
| 17 | 07月09日 | - ザ・たっち - チャンカワイ                                           | - 温かいvs冷た どっちが太らない? - 栄養バランスを守れば太らない!?                                               | 堀田茜 水谷果穂          | 20分繰り下げ。 （20:50 - 22:18） |
| 18 | 07月30日 | - 大島美幸 - 餅田コシヒカリ - 松本まりか                              | - 焼きそば専門店は儲かる!? - 全国のなんじゃこりゃグルメを探せ! - 美のカリスマの生活を完コピ                     | 近藤春菜（ハリセンボン） | 2時間SP（19:00 - 20:54）         |
| 19 | 08月13日 | - ザ・たっち - 佐藤龍我（ACEes） - 宮下純一 - ワタリ119 - 国本梨紗    | - 食前に豆乳を飲むと太らない? - 1日1kg以上3日連続で太れない!? - 温度を可視化し猛暑を徹底検証!!                  | 古閑美保 藤本美貴        | 2時間SP（19:00 - 20:54）         |

#### 特番

##### 2025年
| 回 | 放送日   | VTR出演者 | 放送内容 | ゲスト                 | 備考                                     |
| -- | -------- | --- | --- | ---------------------- | ---------------------------------------- |
| 1  | 05月31日 | - 浜口京子 - りんごちゃん - 吉澤閑也（Travis Japan） - 一山本大生&黒木美紗子 - 生瀬勝久 - 藤木直人 - 本田望結 - 戸塚純貴 - 大野雄大（Da-iCE） - 高本采実       | - 1日1kg以上3日連続で太れない!? - 大食いタレント&力士の体重変化 - 釣った魚でどれだけお金を稼げるのか!?                   | ファーストサマーウイカ | 土曜日の放送。 2時間SP （19:00 - 20:54） |
| 2  | 06月30日 | - チャンカワイ - 登坂絵莉 - JP - 上谷沙弥 - 狩野英孝&大島てる                                                                                                  | - 魚介類はいくら食べても太らない!? - 1日1kg以上3日連続で太れない!? - 駐車困難!ワケあり駐車場                             | 宮澤エマ               | 月曜日の放送。 2時間SP（20:55 - 22:57）  |
| 3  | 07月21日 | - ザ・たっち - チャンカワイ - 狩野英孝&大島てる - 松本潤 - 新田真剣佑 - 生瀬勝久 - 萩原利久 - 森崎ウィン - NOA - 髙橋海人（King & Prince） - 井浦新 - 豊田裕大 | - 豚肉vs鶏肉どっちが太らない? - ハンバーガー単品なら太らない!? - ワケあり物件を徹底調査!! - 夏の人気ドラマ豪華釣りバトル | 永瀬莉子               | 月曜日の放送。 3時間SP（18:50 - 21:45）  |

## ネット局
- 全編ローカルセールス枠（TBSでは1982年（昭和57年）開始の『そこが知りたい』から夜の時間帯にローカルセールス枠を設けている）。
- 本番組と「世界くらべてみたら」・「ニノなのに」（2025年4月より、2025年2月までは『ワールド極限ミステリー』）は放送回により放送時間が異なるため、放送局によっては短縮版（拡大スペシャルの場合、1時間で完結する通常構成など）をTBSテレビからの裏送りで放送したり、後日遅れネットで放送されることがある。
- 2025年5月31日および6月30日放送の2時間スペシャルは、通常と異なる曜日かつ時間帯での放送であったため、TBS系列局全28局フルネットでの放送となった。

| 放送対象地域   | 放送局                    | 系列    | 放送期間        | 放送時間           | ネット状況 |
| -------------- | ------------------------- | ------- | --------------- | ------------------ | ---------- |
| 関東広域圏     | TBSテレビ（TBS）          | TBS系列 | 2024年10月9日 - | 水曜 20:00 - 21:00 | 【制作局】 |
| 北海道         | 北海道放送（HBC）         | TBS系列 | 2024年10月9日 - | 水曜 20:00 - 21:00 | 同時ネット |
| 青森県         | 青森テレビ（ATV）         | TBS系列 | 2024年10月9日 - | 水曜 20:00 - 21:00 | 同時ネット |
| 岩手県         | IBC岩手放送（IBC）        | TBS系列 | 2024年10月9日 - | 水曜 20:00 - 21:00 | 同時ネット |
| 宮城県         | 東北放送（tbc）           | TBS系列 | 2024年10月9日 - | 水曜 20:00 - 21:00 | 同時ネット |
| 山形県         | テレビユー山形（TUY）     | TBS系列 | 2024年10月9日 - | 水曜 20:00 - 21:00 | 同時ネット |
| 福島県         | テレビユー福島（TUF）     | TBS系列 | 2024年10月9日 - | 水曜 20:00 - 21:00 | 同時ネット |
| 長野県         | 信越放送（SBC）           | TBS系列 | 2024年10月9日 - | 水曜 20:00 - 21:00 | 同時ネット |
| 山梨県         | テレビ山梨（UTY）         | TBS系列 | 2024年10月9日 - | 水曜 20:00 - 21:00 | 同時ネット |
| 静岡県         | 静岡放送（SBS）           | TBS系列 | 2024年10月9日 - | 水曜 20:00 - 21:00 | 同時ネット |
| 富山県         | チューリップテレビ（TUT） | TBS系列 | 2024年10月9日 - | 水曜 20:00 - 21:00 | 同時ネット |
| 石川県         | 北陸放送（MRO）           | TBS系列 | 2024年10月9日 - | 水曜 20:00 - 21:00 | 同時ネット |
| 中京広域圏     | CBCテレビ（CBC）          | TBS系列 | 2024年10月9日 - | 水曜 20:00 - 21:00 | 同時ネット |
| 近畿広域圏     | 毎日放送（MBS）           | TBS系列 | 2024年10月9日 - | 水曜 20:00 - 21:00 | 同時ネット |
| 島根県・鳥取県 | 山陰放送（BSS）           | TBS系列 | 2024年10月9日 - | 水曜 20:00 - 21:00 | 同時ネット |
| 広島県         | 中国放送（RCC）           | TBS系列 | 2024年10月9日 - | 水曜 20:00 - 21:00 | 同時ネット |
| 山口県         | テレビ山口（tys）         | TBS系列 | 2024年10月9日 - | 水曜 20:00 - 21:00 | 同時ネット |
| 愛媛県         | あいテレビ（itv）         | TBS系列 | 2024年10月9日 - | 水曜 20:00 - 21:00 | 同時ネット |
| 高知県         | テレビ高知（KUTV）        | TBS系列 | 2024年10月9日 - | 水曜 20:00 - 21:00 | 同時ネット |
| 福岡県         | RKB毎日放送（RKB）        | TBS系列 | 2024年10月9日 - | 水曜 20:00 - 21:00 | 同時ネット |
| 長崎県         | 長崎放送（NBC）           | TBS系列 | 2024年10月9日 - | 水曜 20:00 - 21:00 | 同時ネット |
| 大分県         | 大分放送（OBS）           | TBS系列 | 2024年10月9日 - | 水曜 20:00 - 21:00 | 同時ネット |
| 沖縄県         | 琉球放送（RBC）           | TBS系列 | 2024年10月9日 - | 水曜 20:00 - 21:00 | 同時ネット |
| 岡山県・香川県 | RSK山陽放送（RSK）        | TBS系列 | 不定期放送      | 不定期放送         | 遅れネット |

備考
TBS FREEにてインターネット無料動画配信を実施しているため、日本全国で視聴可能となっている（毎週水曜21:00更新。最新放送回限定）。

## スタッフ
●=レギュラー版から
- 総合演出：立澤哲也（極東電視台）
- ナレーション：真地勇志、奥畑幸典【毎週】、市川展丈（パイロット版・第3,4回と●）【週替り】
- 構成：松本建一、須毛原淳（須毛原→パイロット版・第5回-）
- CAM：小野寺康敏
- 音声：長島大輔
- ロケCAM：佐藤拓弥（極東電視台、パイロット版・第1,3回-）【毎週】、東沙也加（パイロット版・第1,2,6回-）、福浦俊輔（パイロット版・第4回と●）、大脇悠誠（パイロット版・第1-4回と●）、清水亮、新田聖人、伊藤大樹、杉村哲司（清水以降→●）【週替り】
- 編集：小嶺浩一、松崎猛、益満拓哉（益満→パイロット版・第3回-）
- MA：田邉雅之
- 音効：松田創、福田知穂
- 編成：野村和矢（TBS）
- 技術協力：極東電視台、UNBIT.
- 美術プロデューサー：半田裕記（ジーケン・アート）
- 美術デザイナー：藤井豊（ボイジャーズデザイン）
- 装置：相良比佐夫（金井大道具）
- 操作：岩尾匡介（未来企画）
- 装飾：篠原直樹（テレフィット）
- 電飾：田谷尚教（コマデン）
- 植木装飾：猿山利昭（アサヒ植木装飾）
- アクリル装飾：青木剛（ヤマモリ）
- リサーチ：井上集、近江谷志織
- TK：梅澤和世
- AD：北野莉帆、薗井陸斗、飯田萌愛、桶谷宗太、安髙永里子、諏訪部蓮、山道楽々、小林凛樺【毎週】、田中萌【週替り】（桶谷・諏訪部→パイロット版・第2回-、山道→パイロット版・第4回-、小林→パイロット版・第5回-、安髙→パイロット版・第6回-、北野→●）
- AP：高橋宏美、本山ひかる（本山→パイロット版・第5回-）【毎週】、福嶋祐子（●）【週替り】
- ディレクター：坂本郁容・藤巻聖・土屋友貴・福谷侑子・藤本大輝・安藤潤哉（極東電視台）、古川雄一（PENTAGON）、佐藤興達、杉山翼（福谷→パイロット版・第2,5回-、藤本→パイロット版・第3回-、安藤→●）
- プロデューサー：飯田知佳・首藤光典・円城寺健一（極東電視台、円城寺→●・#1までディレクター）
- 企画・プロデュース：簑羽慶（PENTAGON）
- 制作協力：PENTAGON
- 製作：極東電視台、TBS

### 過去のスタッフ
- ロケCAM：伊藤憲和、玉木大周、福岡利浩（共にパイロット版・第2回）、鈴木亜海（パイロット版・第3回）、後藤希一（パイロット版・第5,6回）
- ロケ音声：早川明良、林紘子（共にパイロット版・第2回）、松橋利行（パイロット版・第3回）
- 編成：高田脩（TBS、パイロット版・第1-5回）
- AD：田島ゆき奈、神谷彩名（共にパイロット版・第1-5回）、山本夏実（パイロット版・第1回）、佐藤優歌（パイロット版・第2回）、渡邉将成（パイロット版・第3回）
- AP：伊藤愛実（LOGIC ENTERTAINMENT、パイロット版・第1-5回）、中野静香（極東電視台、パイロット版・第1,2,4回）
- ディレクター：宮上賢蔵（PENTAGON、パイロット版・第1-5回）